# بور (دهانه)
بور یک دهانه برخوردی در ماه است.